# Arvid Isberg
Arvid Ragnar Isberg, född 26 juli 1850 i Lund, död där 31 oktober 1929, var en svensk skolman.
Arvid Isberg var son till handlaren Carl Anders Isberg och kusin till Paul Isberg. Efter mogenhetsexamen i Lund 1869 studerade han vid universitetet där, blev 1875 filosofie kandidat och 1877 filosofie doktor med avhandlingen Kvaeði Guðmundar byskups, en diplomatisk återgivning av den så kallade skinnbok i Kungliga bibliotekets samlingar jämte översättning av den 1345 skrivna hyllningsdikten. Sin lärarbana inledde Isberg i Karlstad och Karlshamn, 1881–1885 arbetade han som adjunkt och 1885–1891 som vikarierande lektor i modersmålet och tyska vid Växjö högre allmänna läroverk och var från 1891 till sitt avsked 1916 lektor vid Kalmar högre allmänna läroverk. Isberg var 1891–1915 medlem av domkapitlet och domkyrkorådet i Kalmar, stadsfullmäktig där 1902–1911, inspektör vid folkskolorna i Kalmar 1907–1912 samt ledamot av styrelsen för Kalmar föreläsningsinstitut 1903–1911 och inspektor där från 1914. Han utgav ett antal läro- och läseböcker, av vilka märks antologin Svensk litteratur (1911) samt Berlin und das berliner Leben (1906). Isberg översatte även en del skönlitterära verk till svenska, bland annat av Paul Heyse (Valda noveller, 1928) och Alphonse Daudet (Froment junior och Risler senior, 1929). Arvid Isberg är begravd på Kisa kyrkogård.